# Het uur van de wolf (film)
Het uur van de wolf (Zweeds: Vargtimmen) is een film van de Zweedse regisseur Ingmar Bergman uit het jaar 1968.

## Verhaal
De schilder Johan Borg en zijn vrouw Alma vestigen zich op een eiland. Ze leven daar geïsoleerd van de rest van de wereld. Op een dag besluit Alma op aanraden van een vrouw om het geheime dagboek van haar man te lezen. Ze leest daarin over de hersenspinsels en de nachtmerries van Johan.

## Rolverdeling
| Acteur           | Personage             |
| ---------------- | --------------------- |
| Max von Sydow    | Johan Borg            |
| Liv Ullmann      | Alma Borg             |
| Gertrud Fridh    | Corinne von Merkens   |
| Georg Rydeberg   | Lindhorst             |
| Erland Josephson | Baron von Merkens     |
| Naima Wifstrand  | oude vrouw met hoed   |
| Ulf Johanson     | Heerbrand             |
| Gudrun Brost     | Gamla Fru von Merkens |
| Ingrid Thulin    | Veronica Vogler       |